# Kim Albrecht
Kim Albrecht ist ein deutscher Medienkünstler, Informationsdesigner und Wissenschaftler, der für seine kritischen und investigativen Datenvisualisierungen bekannt ist. Er ist Professor an der Folkwang Universität der Künste, Principal des metaLAB (at) Harvard und Mitbegründer des metaLAB (at) Berlin. Albrecht promovierte an der Universität Potsdam und ist Fakultätsmitglied des Berkman Klein Center for Internet & Society.
Albrechts Arbeiten wurden weltweit in international renommierten Institutionen wie dem Harvard Art Museums, dem Cooper Hewitt Design Museum New York, dem Zentrum für Kunst und Medien, dem Ludwig Museum Budapest, dem Istanbul Contemporary Art Museum, dem Kunsthaus Graz oder dem Ars Electronica Center ausgestellt. Albrecht hat zahlreiche internationale Preise im Bereich Informationsdesign gewonnen und seine Arbeiten sind Teil der ständigen Sammlungen des ZKM, des Cooper Hewitt Design Museum und des Ars Electronica Center. Sein Projekt „Artificial Worldviews“ erschien im Dezember 2023 auf der Titelseite des Wissenschaftsmagazins Nature’s 10.

## Biographie
Der auf einer Nordseeinsel geborene Kim Albrecht ist ein renommierter Forscher an der Schnittstelle von Datenvisualisierung, Technologie und Kultur. Nach einem Bachelor in Grafikdesign und einem Master in Interfacedesign promovierte er in Medientheorie an der Universität Potsdam bei Jan Distelmeyer und Birgit Schneider. In seiner beruflichen Laufbahn war Albrecht unter anderem als wissenschaftlicher Mitarbeiter am Center for Complex Network Research bei Albert-László Barabási und als Principal am metaLAB (at) Harvard bei Jeffrey Schnapp tätig. Albrecht ist außerdem Faculty Associate am Berkman Center for Internet & Society und gründete 2022 zusammen mit Annette Jael Lehmann das metaLAB (at) FU Berlin. Zwischen 2023 und 2024 war Albrecht Professor an der Filmuniversität Babelsberg Konrad Wolf. Seit 2025 lehrt er als Professor für Informationsdesign an der Folkwang Universität der Künste.